# Coupe Billie Jean King 2025
Navigation
Édition 2024 Édition 2026
La Coupe Billie Jean King 2025 est la 62e édition du plus important tournoi de tennis opposant des équipes nationales féminines.

## Qualifications
La phase de groupes se déroule du 10 au 13 avril 2025 en 6 lieux différents : 6 groupes de 3 équipes. Chaque équipe vainqueure de groupe se qualifie pour la phase finale.
Les équipes qualifiées à l'issue de cette phase de groupes sont : 
- Italie (tenante du titre)
- Chine (pays hôte)
- Espagne
- États-Unis
- Grande-Bretagne
- Japon
- Kazakhstan
- Ukraine

### Phase de poules
| Rang | Pays       | Rencontres (V - D) | Matchs (V - D) | Sets (G - P) | Jeux (G - P) |
| ---- | ---------- | ------------------ | -------------- | ------------ | ------------ |
| 1    | Japon      | 2-0                | 5-1            | 11-4         | 86-64        |
| 2    | Canada [1] | 1-1                | 4-2            | 9-5          | 73-63        |
| 3    | Roumanie   | 0-2                | 0-6            | 1-12         | 45-77        |

| Rang | Pays         | Rencontres (V - D) | Matchs (V - D) | Sets (G - P) | Jeux (G - P) |
| ---- | ------------ | ------------------ | -------------- | ------------ | ------------ |
| 1    | Espagne      | 2-0                | 5-1            | 10-3         | 73-52        |
| 2    | Tchéquie [2] | 1-1                | 3-3            | 6-6          | 60-55        |
| 3    | Brésil       | 0-2                | 1-5            | 3-10         | 50-76        |

| Canada – Roumanie : 3-0 11 avril 2025 |                            |                          |          |
| 1                                     | Victoria Mboko             | Miriam Bulgaru           | 6-1, 6-4 |
| 1                                     | Marina Stakusic            | Anca Todoni              | 6-4, 6-3 |
| 1                                     | Kayla Cross Rebecca Marino | Georgia Crăciun Mara Gae | 6-2, 6-4 |

| Tchéquie - Brésil : 2-1 10 avril 2025 |                                |                                   |           |
| 1                                     | Marie Bouzková                 | Laura Pigossi                     | 6-0, 7-63 |
| 1                                     | Linda Nosková                  | Beatriz Haddad Maia               | 6-4, 6-0  |
| 1                                     | Linda Nosková Tereza Valentová | Beatriz Haddad Maia Luisa Stefani | 4-6, 64-7 |

| Roumanie – Japon : 0-3 12 avril 2025 |                         |                         |                |
| 2                                    | Miriam Bulgaru          | Ena Shibahara           | 5-7, 2-6       |
| 2                                    | Anca Todoni             | Moyuka Uchijima         | 6-3, 63-7, 2-6 |
| 2                                    | Ilinca Amariei Mara Gae | Shuko Aoyama Eri Hozumi | 4-6, 2-6       |

| Espagne - Brésil : 3-0 11 avril 2025 |                                    |                             |               |
| 2                                    | Sara Sorribes Tormo                | Laura Pigossi               | 6-3, 7-5      |
| 2                                    | Jéssica Bouzas Maneiro             | Beatriz Haddad Maia         | 6-3, 4-6, 6-4 |
| 2                                    | Cristina Bucșa Sara Sorribes Tormo | Laura Pigossi Luisa Stefani | 6-3, 6-3      |

| Canada – Japon : 1-2 13 avril 2025 |                            |                            |                 |
| 3                                  | Victoria Mboko             | Ena Shibahara              | 6-4, 68-10, 7-5 |
| 3                                  | Marina Stakusic            | Moyuka Uchijima            | 3-6, 3-6        |
| 3                                  | Kayla Cross Rebecca Marino | Shuko Aoyama Ena Shibahara | 3-6, 7-5, 2-6   |

| Tchéquie - Espagne : 1-2 12 avril 2025 |                                   |                                          |          |
| 3                                      | Marie Bouzková                    | Cristina Bucșa                           | 5-7, 1-6 |
| 3                                      | Linda Nosková                     | Jéssica Bouzas Maneiro                   | 4-6, 2-6 |
| 3                                      | Dominika Šalková Tereza Valentová | Yvonne Cavallé Reimers Guiomar Maristany | 6-2, 7-5 |

| Rang | Pays          | Rencontres (V - D) | Matchs (V - D) | Sets (G - P) | Jeux (G - P) |
| ---- | ------------- | ------------------ | -------------- | ------------ | ------------ |
| 1    | États-Unis    | 2-0                | 5-1            | 10-2         | 62-44        |
| 2    | Slovaquie [3] | 1-1                | 4-2            | 8-6          | 78-63        |
| 3    | Danemark      | 0-2                | 0-6            | 2-12         | 51-84        |

| Rang | Pays          | Rencontres (V - D) | Matchs (V - D) | Sets (G - P) | Jeux (G - P) |
| ---- | ------------- | ------------------ | -------------- | ------------ | ------------ |
| 1    | Kazakhstan    | 2-0                | 5-1            | 10-3         | 73-41        |
| 2    | Australie [4] | 1-1                | 4-2            | 8-4          | 60-38        |
| 3    | Colombie      | 0-2                | 0-6            | 1-12         | 23-77        |

| Slovaquie – Danemark : 3-0 11 avril 2025 |                                       |                               |                |
| 1                                        | Viktória Hrunčáková                   | Rebecca Munk Mortensen        | 6-4, 6-3       |
| 1                                        | Rebecca Šramková                      | Johanne Christine Svendsen    | 7-63,5-7, 6-3  |
| 1                                        | Viktória Hrunčáková Tereza Mihalíková | Laura Brunkel Emilie Francati | 7-64, 5-7, 6-1 |

| Australie - Kazakhstan : 1-2 10 avril 2025 |                          |                                  |           |
| 1                                          | Maya Joint               | Yulia Putintseva                 | 2-6, 1-6  |
| 1                                          | Kimberly Birrell         | Elena Rybakina                   | 3-6, 64-7 |
| 1                                          | Storm Hunter Ellen Perez | Anna Danilina Zhibek Kulambayeva | 6-3, 6-4  |

| États-Unis – Danemark : 3-0 12 avril 2025 |                                |                               |          |
| 2                                         | Hailey Baptiste                | Rebecca Munk Mortensen        | 6-1, 6-4 |
| 2                                         | Bernarda Pera                  | Johanne Christine Svendsen    | 6-3, 6-1 |
| 2                                         | Desirae Krawczyk Asia Muhammad | Laura Brunkel Emilie Francati | 6-4, 6-1 |

| Kazakhstan - Colombie : 3-0 11 avril 2025 |                                 |                                    |               |
| 2                                         | Yulia Putintseva                | Valentina Mediorreal               | 6-0, 6-1      |
| 2                                         | Elena Rybakina                  | Yuliana Lizarazo                   | 6-1, 6-2      |
| 2                                         | Zarina Diyas Zhibek Kulambayeva | Yuliana Lizarazo M.P. Pérez García | 6-2, 5-7, 6-4 |

| Slovaquie – États-Unis : 1-2 13 avril 2025 |                                 |                                |           |
| 3                                          | Renáta Jamrichová               | Hailey Baptiste                | 3-6, 4-6  |
| 3                                          | Rebecca Šramková                | Bernarda Pera                  | 62-7, 5-7 |
| 3                                          | Tereza Mihalíková Mia Pohánková | Desirae Krawczyk Asia Muhammad | 3-0 ab.   |

| Australie - Colombie : 3-0 12 avril 2025 |                          |                                        |          |
| 3                                        | Maya Joint               | Yuliana Monroy                         | 6-1, 6-0 |
| 3                                        | Kimberly Birrell         | Yuliana Lizarazo                       | 6-1, 6-3 |
| 3                                        | Storm Hunter Ellen Perez | Valentina Mediorreal M.P. Pérez García | 6-0, 6-1 |

| Rang | Pays        | Rencontres (V - D) | Matchs (V - D) | Sets (G - P) | Jeux (G - P) |
| ---- | ----------- | ------------------ | -------------- | ------------ | ------------ |
| 1    | Ukraine     | 2-0                | 5-1            | 10-3         | 71-53        |
| 2    | Pologne [5] | 1-1                | 3-3            | 6-8          | 69-70        |
| 3    | Suisse      | 0-2                | 1-5            | 5-10         | 60-77        |

| Rang | Pays                | Rencontres (V - D) | Matchs (V - D) | Sets (G - P) | Jeux (G - P) |
| ---- | ------------------- | ------------------ | -------------- | ------------ | ------------ |
| 1    | Grande-Bretagne [6] | 2-0                | 4-2            | 8-6          | 65-55        |
| 2    | Pays-Bas            | 1-1                | 4-2            | 9-5          | 69-64        |
| 3    | Allemagne           | 0-2                | 1-5            | 4-10         | 57-72        |

| Pologne – Suisse : 3-0 10 avril 2025 |                               |                           |               |
| 1                                    | Katarzyna Kawa                | Jil Teichmann             | 5-7, 6-4, 6-2 |
| 1                                    | Magda Linette                 | Viktorija Golubic         | 6-4, 6-3      |
| 1                                    | Maja Chwalińska Martyna Kubka | Céline Naef Jil Teichmann | 6-3, 4-6, 6-2 |

| Allemagne - Pays-Bas : 0-3 10 avril 2025 |                                    |                           |               |
| 1                                        | Jule Niemeier                      | Eva Vedder                | 3-6, 1-6      |
| 1                                        | Tatjana Maria                      | Suzan Lamens              | 6-3, 3-6, 5-7 |
| 1                                        | Laura Siegemund Anna-Lena Friedsam | Demi Schuurs Suzan Lamens | 65-7, 5-7     |

| Pologne – Ukraine : 0-3 11 avril 2025 |                               |                           |            |
| 2                                     | Katarzyna Kawa                | Marta Kostyuk             | 1-6, 2-6   |
| 2                                     | Maja Chwalińska               | Elina Svitolina           | 64-7, 3-6  |
| 2                                     | Maja Chwalińska Martyna Kubka | Céline Naef Jil Teichmann | 61-7, 65-7 |

| Grande-Bretagne - Allemagne : 2-1 11 avril 2025 |                              |                                    |               |
| 2                                               | Sonay Kartal                 | Jule Niemeier                      | 6-4, 6-2      |
| 2                                               | Katie Boulter                | Tatjana Maria                      | 1-6, 6-3, 6-1 |
| 2                                               | Harriet Dart Olivia Nicholls | Laura Siegemund Anna-Lena Friedsam | 4-6, 1-6      |

| Suisse – Ukraine : 1-2 12 avril 2025 |                             |                                   |                  |
| 3                                    | Céline Naef                 | Marta Kostyuk                     | 6-4, 7-61        |
| 3                                    | Jil Teichmann               | Elina Svitolina                   | 4-6, 2-6         |
| 3                                    | Susan Bandecchi Céline Naef | Nadiia Kichenok Katarina Zavatska | 4-6, 6-3, [5-10] |

| Grande-Bretagne - Pays-Bas : 2-1 12 avril 2025 |                             |                           |               |
| 3                                              | Sonay Kartal                | Eva Vedder                | 6-4, 4-6, 6-1 |
| 3                                              | Katie Boulter               | Suzan Lamens              | 4-6, 3-6      |
| 3                                              | Jodie Burrage Katie Boulter | Demi Schuurs Suzan Lamens | 6-2, 6-2      |

## Phase finale
La phase finale se déroule du 16 au 21 septembre 2025 à Shenzhen. Elle regroupe les 6 équipes ayant remporté leur match de qualification, l'équipe vainqueure de l'édition précédente (l'Italie), le pays hôte (la Chine).
Le tirage au sort s'est déroulé le 12 mai 2025.

### Tableau
|  | Quarts de finale    | Quarts de finale | Quarts de finale | Quarts de finale |  |  | Demi-finales   | Demi-finales   | Demi-finales   | Demi-finales   |  |  | Finale            | Finale            | Finale            | Finale            |
|  |                     |                  |                  |                  |  |  |                |                |                |                |  |  |                   |                   |                   |                   |
|  | septembre 2025      | septembre 2025   | septembre 2025   | septembre 2025   |  |  | septembre 2025 | septembre 2025 | septembre 2025 | septembre 2025 |  |  | 21 septembre 2025 | 21 septembre 2025 | 21 septembre 2025 | 21 septembre 2025 |
|  | septembre 2025      | septembre 2025   | septembre 2025   | septembre 2025   |  |  | septembre 2025 | septembre 2025 | septembre 2025 | septembre 2025 |  |  | 21 septembre 2025 | 21 septembre 2025 | 21 septembre 2025 | 21 septembre 2025 |
|  | Italie [1]          |                  |                  |                  |  |  | septembre 2025 | septembre 2025 | septembre 2025 | septembre 2025 |  |  | 21 septembre 2025 | 21 septembre 2025 | 21 septembre 2025 | 21 septembre 2025 |
|  |                     |                  |                  |                  |  |  | septembre 2025 | septembre 2025 | septembre 2025 | septembre 2025 |  |  | 21 septembre 2025 | 21 septembre 2025 | 21 septembre 2025 | 21 septembre 2025 |
|  | Chine               |                  |                  |                  |  |  | septembre 2025 | septembre 2025 | septembre 2025 | septembre 2025 |  |  | 21 septembre 2025 | 21 septembre 2025 | 21 septembre 2025 | 21 septembre 2025 |
|  | DF1                 |                  |                  |                  |  |  |                |                |                |                |  |  | 21 septembre 2025 | 21 septembre 2025 | 21 septembre 2025 | 21 septembre 2025 |
|  | septembre 2025      |                  |                  |                  |  |  |                |                |                |                |  |  | 21 septembre 2025 | 21 septembre 2025 | 21 septembre 2025 | 21 septembre 2025 |
|  |                     |                  | DF2              |                  |  |  |                |                |                |                |  |  | 21 septembre 2025 | 21 septembre 2025 | 21 septembre 2025 | 21 septembre 2025 |
|  | Espagne [4]         |                  |                  |                  |  |  |                |                |                |                |  |  | 21 septembre 2025 | 21 septembre 2025 | 21 septembre 2025 | 21 septembre 2025 |
|  |                     | septembre 2025   |                  |                  |  |  |                |                |                |                |  |  | 21 septembre 2025 | 21 septembre 2025 | 21 septembre 2025 | 21 septembre 2025 |
|  | Ukraine             |                  |                  |                  |  |  |                |                |                |                |  |  | 21 septembre 2025 | 21 septembre 2025 | 21 septembre 2025 | 21 septembre 2025 |
|  | F1                  |                  |                  |                  |  |  |                |                |                |                |  |  |                   |                   |                   |                   |
|  | septembre 2025      |                  |                  |                  |  |  |                |                |                |                |  |  |                   |                   |                   |                   |
|  |                     |                  | F2               |                  |  |  |                |                |                |                |  |  |                   |                   |                   |                   |
|  | Kazakhstan          |                  |                  |                  |  |  |                |                |                |                |  |  |                   |                   |                   |                   |
|  |                     |                  |                  |                  |  |  |                |                |                |                |  |  |                   |                   |                   |                   |
|  | États-Unis [3]      |                  |                  |                  |  |  |                |                |                |                |  |  |                   |                   |                   |                   |
|  | DF3                 |                  |                  |                  |  |  |                |                |                |                |  |  |                   |                   |                   |                   |
|  | septembre 2025      |                  |                  |                  |  |  |                |                |                |                |  |  |                   |                   |                   |                   |
|  |                     |                  | DF4              |                  |  |  |                |                |                |                |  |  |                   |                   |                   |                   |
|  | Japon               |                  |                  |                  |  |  |                |                |                |                |  |  |                   |                   |                   |                   |
|  |                     |                  |                  |                  |  |  |                |                |                |                |  |  |                   |                   |                   |                   |
|  | Grande-Bretagne [2] |                  |                  |                  |  |  |                |                |                |                |  |  |                   |                   |                   |                   |
|  |                     |                  |                  |                  |  |  |                |                |                |                |  |  |                   |                   |                   |                   |
|  |                     |                  |                  |                  |  |  |                |                |                |                |  |  |                   |                   |                   |                   |